# دوباچ (لوئیزیانا)
دوباچ (به انگلیسی: Dubach) شهری در ایالت لوئیزیانا کشور ایالات متحده آمریکا است که جمعیت آن در سرشماری سال ۲۰۱۰ میلادی، ۹۶۱ نفر بوده‌است.